# Логар (провінція)
Логар (перс.: لوگر) — одна з 34 провінцій Афганістану. Розташована у східній частині, на південний схід від Кабула, географічний центр області річки Логар. Адміністративний центр — Пулі-Алам. Територія 3880 км² з населенням 409 900 жителів (2007).

## Адміністративний устрій
Складається з 7 регіонів:
- Азра
- Баракі-Барак
- Шарх
- Харвар
- Хоші
- Мухаммад-Адха
- Пулі-Алам

## Сусідні провінції
| Афганістан | Це незавершена стаття з географії Афганістану. Ви можете допомогти проєкту, виправивши або дописавши її. |